# Torpedo fuscomaculata
Torpedo fuscomaculata  (лат.) — малоизученный и редкий вид скатов рода гнюсов семейства гнюсовых отряда электрических скатов. Это хрящевые рыбы, ведущие донный образ жизни, с крупными, уплощёнными грудными и брюшными плавниками, образующими диск, коротким и толстым хвостом, двумя спинными плавниками и хорошо развитым хвостовым плавником. Подобно прочим представителям своего семейства способны генерировать электрический ток. Являются эндемиками вод Южной Африки, встречаются на глубине до 439 м. Максимальная зарегистрированная длина 64 см. Окраска пёстрая и разнообразная. Размножаются яйцеживорождением. Не представляют интереса для коммерческого рыболовства. Страдают от прилова, поскольку в их ареале ведётся интенсивный промысел креветок. 

## Таксономия
Впервые новый вид был описан в 1855 году. Голотип представляет собой самца длиной 22,3 см. Паралектотип: неполовозрелый самец длиной 12,6 см. Видовой эпитет происходит от слов лат. fuscus — «коричневый» и лат. maculata — «пятно».

## Ареал
Torpedo fuscomaculata обитают в западной части Атлантического океана Аденского залива от западного побережья Южной Африки до Занзибара и, возможно, Кении. Есть неподтверждённые данные о присутствии этих скатов у берегов Сомали. Они попадаются также в водах Мадагаскара, Сейшельских островов и острова Маврикий.  Они часто попадаются в эстуариях рек и зоне прибоя на глубине до 439 м. Эти скаты предпочитают держаться на песчаном дне вокруг каменистых рифов. Бытуют недостоверные рассказы о том, как Torpedo fuscomaculata поднимались вверх по течению рек Восточно-Капской провинции. По непонятным причинам солёность этих рек иногда повышается.

## Описание
Грудные плавники этих скатов формируют почти круглый диск. По обе стороны головы сквозь кожу проглядывают электрические парные органы в форме почек. Позади маленьких глаз расположены крупные брызгальца. На нижней стороне диска расположены пять пар жаберных щелей.
Хвост короткий и толстый, по обе стороны пролегают кожаные складки. Он оканчивается небольшим треугольным хвостовым плавником. Первый спинной плавник расположен над основанием брюшных плавников и превышает по размерам второй спинной плавник. Кожаная складка в области кончика птеригоподий у самцов отсутствует в отличие от индо-тихоокеанского электрического ската и Torpedo adenensis. Кожа лишена чешуи. Окраска дорсальной поверхности красновато-коричневого или желтоватого с многочисленными расположенными близко друг к другу тёмными отметинами. Окраска этих скатов очень пёстрая и разнообразная, хотя иногда встречаются особи тёмно-серого или чёрно-коричневого цвета, вообще лишённые пятен. У других помимо тёмных отметин по спину разбросаны хлопьевидные пятна. Скаты, принадлежащие к популяции острова Маврикий, отличаются от прочих Torpedo fuscomaculata более светлым оттенком основного фона и меньшими размерами пятен. Вентральная поверхность окрашена в белый цвет. Максимальная зарегистрированная длина 64 см.

## Биология
Подобно прочим представителям своего отряда Torpedo fuscomaculata они способны генерировать электричество. Рацион состоит в основном из рыб и каракатиц. Они размножаются яйцеживорождением. Роды происходят летом. 

## Взаимодействие с человеком
Эти скаты не представляют интереса для коммерческого рыболовства. В качестве прилова они могут попадаться при коммерческом донном промысле. Данных для оценки Международным союзом охраны природы статуса сохранности вида недостаточно. 
.